# Osonakuppe
Die Osonakuppe, fälschlicherweise auch Osanakuppe, ist ein markanter Berg in Namibia mit 1459 m Höhe über dem Meer.
Der Berg liegt rund zehn Kilometer westlich der Nationalstraße B11 und rund sieben Kilometer südöstlich von Gross Barmen. Der Name des Berges geht auf das gleichnamige Gebiet bei Okahandja, darunter die gleichnamige Kaserne der Namibian Defence Force, zurück.